# Ciutat metropolitana de Venècia
La Ciutat metropolitana de Venècia (en italià Città metropolitana di Venezia) és una ciutat metropolitana de la regió del Veneto a Itàlia. La seva capital és Venècia.
Mirant a l'est cap el mar Adriàtic, limita al nord-est amb el Friül - Venècia Júlia (província d'Udine i província de Pordenone), al sud amb la província de Rovigo, a l'oest per la província de Pàdua i la província de Treviso.
Té una àrea de 2.472,91 km², i una població total de 854.114 Hab. (2016) Hi ha 44 municipis a la ciutat metropolitana.
L'1 gener 2015 va reemplaçar a la província de Venècia.